# Kirkland Lake Airport
Kirkland Lake Airport är en flygplats i Kanada.   Den ligger i provinsen Ontario, i den sydöstra delen av landet, 400 km nordväst om huvudstaden Ottawa. Kirkland Lake Airport ligger 347 meter över havet. Den ligger vid sjön Nettie Lake.
Terrängen runt Kirkland Lake Airport är platt. Trakten runt Kirkland Lake Airport är nära nog obefolkad, med mindre än två invånare per kvadratkilometer.. Närmaste större samhälle är Kirkland Lake, 8,4 km sydväst om Kirkland Lake Airport. 
I omgivningarna runt Kirkland Lake Airport växer i huvudsak blandskog.